# Rosa van Wershoven
Rosa van Wershoven (Sint-Oedenrode, 24 september 2001) is een voetbalspeelster uit Nederland. Ze speelt als middenvelder voor De Graafschap in de Eerste divisie.

## Carrière
Van Wershoven begon met voetballen bij RKSV Rhode uit haar geboorteplaats. Van 2019 tot 2024 kwam ze uit voor FC Eindhoven AV in de Topklasse. In het seizoen 2022/23 werd Van Wershoven landskampioen van de Topklasse met de Eindhovenaren. In het seizoen 2023/24 wist Van Wershoven dit succes niet te evenaren, maar wist het wel de bekerfinale te halen. Na afloop van het seizoen 2023/24 maakte FC Eindhoven bekend dat Van Wershoven de club ging verlaten.
Van Wershoven maakte op 10 juli 2024, nadat ze al een tijdlang had meegetraind, de overstap naar eredivisionist Fortuna Sittard, waar ze onderdeel ging uitmaken van het eerste elftal. In Sittard werd ze herenigd met hoofdtrainer Glenda van Lieshout met wie Van Wershoven ploeggenoot was bij FC Eindhoven. Op 29 september 2024 maakte Van Wershoven haar debuut voor Fortuna Sittard in de Vrouwen Eredivisie door in de basis te starten in een thuiswedstrijd tegen FC Twente. Bij Fortuna Sittard speelt Van Wershoven als middenvelder, terwijl ze bij FC Eindhoven altijd als verdedigster had geacteerd. In een thuiswedstrijd tegen sc Heerenveen maakte Van Wershoven haar eerste doelpunt voor de Limburgse club. Door financiële problemen hield Fortuna Sittard na het seizoen 2024/25 op met bestaan en moest ze noodgedwongen de club verlaten. Op 26 juni 2025 vond Van Wershoven in het in de Eerste divisie actieve De Graafschap haar nieuwe werkgever.

## Statistieken
| Seizoen | Club            | Competitie     | Competitie | Competitie | Beker | Beker | Overig | Overig | Totaal | Totaal |
| Seizoen | Club            | Competitie     | Wed.       | Dlp.       | Wed.  | Dlp.  | Wed.   | Dlp.   | Wed.   | Dlp.   |
| ------- | --------------- | -------------- | ---------- | ---------- | ----- | ----- | ------ | ------ | ------ | ------ |
| 2024/25 | Fortuna Sittard | Eredivisie     | 22         | 2          | 2     | 0     | 0      | 0      | 24     | 2      |
| 2025/26 | De Graafschap   | Eerste divisie | 0          | 0          | 0     | 0     | 0      | 0      | 0      | 0      |
| Totaal  | Totaal          | Totaal         | 22         | 2          | 2     | 0     | 0      | 0      | 24     | 2      |

Bijgewerkt t/m 26 juni 2025.